# KOAT-TV
KOAT-TV, canal virtual e digital VHF 7, é uma estação de televisão afiliada à ABC licenciada para Albuquerque, Novo México, Estados Unidos e também serve a capital do estado de Santa Fé. A estação pertence à subsidiária da Hearst Television da Hearst Communications. Os estúdios da KOAT-TV estão localizados no Carlisle Boulevard, no nordeste de Albuquerque, e seu transmissor está localizado em Sandia Crest, a nordeste de Albuquerque.
O KOAT atende quase todo o estado do Novo México, com exceção da área de Clovis-Portales, que recebe programação ABC da KVIH-TV em Clovis (um satélite da KVII-TV em Amarillo, Texas) e Las Cruces-Deming, que é no mercado de televisão El Paso e é atendida pela KVIA-TV, afiliada da El Paso ABC.

## História

### Televisão
O KOAT assinou no ar em 28 de setembro de 1953, menos de uma semana antes da KGGM-TV (canal 13, agora KRQE). Era de propriedade local de Albert M. Cadwell & Walter Stiles. Foi operado pela primeira vez a partir de estúdios localizados em Tulane Drive, perto da Central Avenue, no sudeste de Albuquerque. Os proprietários locais venderam a estação para a Alvarado Television (o proprietário da KVOA em Tucson, Arizona) em 1957, Ao assinar, a estação adquiriu a afiliação ABC da KOB, canal 4 (que a transportava como afiliação secundária). Ele também transmitiu a programação da DuMont Television Network, que saiu do ar em 1955. Em 1962, Alvarado vendeu ambas as estações para a Steinman Stations, proprietária da WGAL-TV em Lancaster, Pensilvânia e depois adquiriu a WTEV (agora WLNE-TV) em New Bedford, Massachusetts. A estação mudou seus estúdios no início dos anos 1960 para uma nova instalação localizada no University Boulevard, no nordeste de Albuquerque. Em 1982, o KOAT abriu uma nova instalação de última geração no cruzamento de Carlisle e Comanche no nordeste de Albuquerque.
Steinman vendeu o KOAT e o KVOA para a Pulitzer, então proprietária da KSD-TV (agora KSDK) em St. Louis, em 1969. Isso levou à aquisição da segunda estação de televisão do KOAT Pulitzer fora de sua cidade natal, St. Louis; a aquisição da KOAT foi consumada um ano após o fechamento da Pulitzer na compra da KVOA. Uma década depois, as outras duas estações Steinman também foram vendidas à Pulitzer, reunindo-as com o KOAT (a KVOA foi desmembrada em 1972).
Em 1998, a Pulitzer vendeu toda a sua divisão de transmissão, incluindo KOAT e WGAL, à Hearst-Argyle. Em meados de 2009, a Hearst Corporation, já proprietária majoritária do que era a Hearst-Argyle Television, comprou todas as ações negociadas publicamente na época e mudou o nome do grupo de transmissão para Hearst Television.
O KOAT usa uma versão do logotipo do Circle 7 usada por muitas outras estações ABC, estações próprias e afiliadas e próprias. O logotipo "Circle 7" é usado no KOAT desde 1971 e o título Action News desde 1974. O logotipo original do Circle 7 estava dentro de um quadrado, bem como a variação usada por muitos anos pela estação irmã KATV em Little Rock, Arkansas. Atualmente, o KOAT usa um logotipo regular do Circle 7 para suas transmissões de notícias e uma variação com o logotipo da ABC (o mesmo logotipo usado pelas estações de propriedade e operação da ABC que usam o canal virtual 7) para todas as outras promoções e identificação da estação.

### Rádio
A KOAT-TV tinha uma contrapartida de rádio em 1450 kHz, KOAT, lançado em 1946 e afiliado à ABC Radio, anunciando a afiliação contínua da KOAT-TV à ABC. Um controle remoto via rádio KOAT aparece frequentemente no filme de Billy Wilder de 1951, Ace in the Hole. Pulitzer vendeu a estação de rádio em algum momento no início da década de 1970 e 1450   kHz em Albuquerque agora é KRZY.